# Jens Öhling
Jens Erik Öhling, född 3 april 1962, är en svensk före detta ishockeyspelare. 
Jens Öhling spelade nästan hela sin karriär (1980–1997) i Djurgårdens IF, där han blev svensk mästare fyra gånger; 1983, 1989, 1990 och 1991. Öhling hade tidigare klubbrekordet i antal matcher i Elitserien, 587 stycken, och har även gjort flest mål för klubben, 192. Säsongen 1995–96 var han klubbens lagkapten. Han bar under hela elitkarriären tröjnummer 11 i Djurgården. Öhling representerade dessutom landslaget Tre Kronor i två VM och två OS.
Öhling bor i Nyköping. Han arbetar nu som fastighetsmäklare på Fastighetsbyrån i Nyköping . Han har även arbetat som brandman på Nacka brandstation.